# Your Eyes
〈Your Eyes〉는 아라시의 39번째 싱글이다.

## 개요
전작 〈Face Down〉으로부터 28일 간격의 발매. 2012년 3번째 싱글.
초회 한정반, 통상반의 2형태로의 발매. 초회 한정반에는, 표제곡 〈Your Eyes〉의 뮤직 비디오가 들어간 DVD와 16페이지의 가사 소책자가 봉입되어 있다. DVD에 뮤직 비디오의 메이킹 영상은 수록되어 있지 않다.
타이틀 넘버는, 멤버 아이바 마사키 주연의 닛폰 TV 계열 텔레비전 드라마 《삼색털 고양이 홈즈의 추리》의 주제가.

### 차트 성적
발매 전날(집계 첫 날)인 2012년 6월 5일 자 오리콘 데일리 싱글 차트에서 추정 매상 매수 약 21.0만 매를 기록해, 첫 등장에서 1위에 랭크 인했다.

## 수록곡

### 통상반
1. Your Eyes
작사: hs / 작곡: Chris Janey, Max Grant / 편곡: Tomoki Ishizuka
  - 아이바 마사키 주연 닛폰 TV 계열 드라마 《삼색털 고양이 홈즈의 추리》 주제가
2. 花火 / 불꽃
작사·작곡: Tatsuro Mashiko / 편곡: Sachiko Miyano, Tatsuro Mashiko
3. voice
작사: alt / 작곡: TAKAMASA SEGI / 편곡: Hirofumi Sasaki
4. Your Eyes（オリジナル・カラオケ）(오리지널 가라오케)
5. 花火（オリジナル・カラオケ）(오리지널 가라오케)
6. voice（オリジナル・カラオケ）(오리지널 가라오케)

### 초회 한정반
CD
1. Your Eyes
2. 君がいるから / 네가 있으니까
작사·작곡: eltvo / 편곡: Taku Yoshioka
3. 君がいるから（オリジナル・カラオケ）(오리지널 가라오케)

DVD
1. Your Eyes (비디오 클립)